# Monckton Hoffe
Monckton Hoffe (eigentlich Reaney Monckton Hoffe-Miles, * 26. Dezember 1880 in der Region Connemara, Irland; † 4. November 1951 in London) war ein irischer Autor. Hoffe schrieb am Anfang seiner Karriere Theaterstücke, von denen später einige verfilmt wurden. Als Autor der Originalgeschichte von Die Falschspielerin war Hoffe 1942 für den Oscar für die „Beste Originalgeschichte“ nominiert.

## Leben
Hoffe war am Beginn seiner Karriere als Schauspieler und Inspizient an Londoner Bühnen tätig. Anfang des 20. Jahrhunderts feierte er erste Erfolge als Autor von Theaterstücken. Sein Erstlingswerk The Little Damozel lief erfolgreich in London und wurde anlässlich des Geburtstages von König Edward VII. im November 1909 in Sandringham aufgeführt. Im Herbst 1910 ging Hoffe nach New York City und verfasste mehrere Stücke, die am Broadway aufgeführt wurden, darunter Panthea und Anthony in Wonderland. 1916 wurde mit The Little Damozel erstmals ein Stück von Hoffe verfilmt, im Jahr darauf folgte Panthea mit Erich von Stroheim in einer seiner ersten Rollen. Großen Erfolg hatte die Verfilmung von Hoffes Stück Cristilinda aus dem Jahr 1928: Engel der Straße wurde in zwei aufeinanderfolgenden Jahren für den Oscar nominiert. Ab 1932 arbeitete Hoffe als Drehbuchautor für Metro-Goldwyn-Mayer und lieferte die Bücher für Filme wie Finale in St. Petersburg (1937) und The Last of Mrs. Cheyney (1937). Mit dem Ausbruch des Zweiten Weltkrieges kehrte Hoffe nach London zurück und arbeitete fortan im Auftrag der BBC. 1941 verfilmte Preston Sturges Hoffes Stück The Lady Eve. Im Jahr darauf erhielt Hoffe bei den Oscars eine Nominierung für die „Beste Originalgeschichte“, musste sich jedoch Harry Segall geschlagen geben.
1951 war als Schauspieler in dem Film Florence Nightingale – Ein Leben für den Nächsten zu sehen. Hoffe starb am 4. November 1951 in einem Seniorenheim in London.

## Filmografie (Auswahl)
- 1916: The Little Damozel
- 1917: Panthea
- 1928: Engel der Straße (Street Angel)
- 1932: The Faithful Heart
- 1934: The Queen’s Affair
- 1934: What Every Woman Knows
- 1936: Der Bajazzo (Pagliacci)
- 1937: The Last of Mrs. Cheyney
- 1937: Finale in St. Petersburg (The Emperor's Candlesticks)
- 1941: Die Falschspielerin (The Lady Eve)
- 1948: Die unvollkommene Dame (Julia Misbehaves)
- 1956: Die falsche Eva (The Birds and the Bees)